# Макбет (фильм, 1948)
«Макбет» (англ. Macbeth) — кинофильм режиссёра Орсона Уэллса, снятый в 1947 году по мотивам классической пьесы Уильяма Шекспира. Вышел на экраны в 1948 году.

## История создания
В 1947 году Орсон Уэллс обратился к руководству «Republic Pictures» с предложением снять фильм по классическому сюжету. Так как на студии до этого снимались преимущественно вестерны, а кинокомпания была заинтересована в поднятии своего рейтинга за счёт производства серьёзных картин, президент компании Герберт Йетс поддержал режиссёра в его планах.
Однако «Republic Pictures» поставила условием, что бюджет фильма не должен превышать 700 000 долларов, тогда Уэллс согласился в случае превышения сметы оплатить подобные расходы за свой счёт.
Фильм был снят в павильонах студии за 23 дня. Режиссёр впоследствии жаловался на скудность бюджета, из-за чего пришлось экономить на декорациях и костюмах. Например, в одной из сцен корона Макбета очень напоминает корону статуи Свободы, однако ничего более подходящего для этой сцены не нашлось.
Кинокартину планировалось показать в декабре 1947 года на кинофестивале в Венеции, однако так как в конкурсную программу входил и фильм «Гамлет» с Лоренсом Оливье, от этих планов отказались.

## Сюжет
Сюжет фильма в целом соответствует тексту пьесы Шекспира, однако некоторые изменения Уэллсом всё-таки были сделаны. Усилена роль ведьм. В начале фильма они лепят из глины фигуру Макбета, которая после его смерти самопроизольно теряет голову. Ведьмы появляются и в финальной сцене, когда повторяется строка, исходно произносимая в первом акте. Из новых персонажей добавлен священник (англ. Holy Father), который играет достаточно активную роль в фильме.
Другие изменения касаются выразительности действия. Так, в начале фильма значительно сокращены все сцены с участием Дункана, а его второй сын Дональбейн вообще отсутствует. Добавлены следующие сцены: казнь тана Каудора, самоубийство леди Макбет и сражение между армиями Макбета и Малькольма. Некоторые строки были сокращены, реплики переданы другим персонажам, а порядок сцен изменён, что вызвало негативную реакцию со стороны критиков.

## В ролях
- Орсон Уэллс — Макбет
- Жанетт Нолан — леди Макбет
- Дан О’Херлихи — Макдуфф
- Родди Макдауэлл — Малькольм
- Эдгар Барье — Банко
- Алан Напье — священник
- Эрскин Сэнфорд — Дункан
- Джон Диркес — Росс
- Кин Кертис — Леннокс
- Пегги Уэббер — Леди Макдуфф / Одна из трёх ведьм
- Лайонел Брэхам — Сивард
- Арчи Хёгли — молодой Сивард
- Джерри Фарбер — Флинс
- Кристофер Уэллс — сын Макдуффа
- Морган Фарли — доктор
- Лёрин Таттл — дворянка / Одна из трёх ведьм
- Брейнерд Даффилд — первый убийца / Одна из трёх ведьм
- Уильям Олленд — второй убийца
- Джордж Чайрелло — Сейтон
- Гас Шиллинг — привратник

## Художественные особенности
Фильм снят как чёрно-белый. Первые восемь минут фильма и последние три минуты на экране нет никакого изображения (показывается чёрный экран), в это время исполняется патетическая музыка, созданная французским композитором Жаком Ибером. В исходной звуковой дорожке фильма персонажи говорят с выраженным шотландским акцентом, что было негативно воспринято критиками и зрителями, в итоге в 1950 году было проведено переозвучивание фильма. В 1980 году восстановлен исходный саундтрек.

## Прокат
Изначально компания планировала выпустить фильм к декабрю 1947 года, но он не был готов. Студия представила фильм на Венецианском кинофестивале 1948 года, но он был резко отозван, когда его неблагоприятно сравнили с версией Гамлета Оливье, которая также участвовала в конкурсе фестиваля.
В США студия протестировала фильм в нескольких городах, и критическая реакция была в подавляющем большинстве негативной. Среди прочих жалоб высказывалось несогласие с решением Уэллса заставить актеров говорить шотландским акцентом (зачастую комичным) и изменить исходный текст Шекспира. Студия заставила режиссера вырезать две катушки из фильма и приказала ему перезаписать большую часть саундтрека с актерами, говорящими своими естественными голосами (а не с приблизительным шотландским акцентом, который Уэллс изначально просил). Эта новая версия была выпущена компанией Republic в 1950 году. Хотя критическая реакция по-прежнему не была благоприятной, фильм принес студии небольшую прибыль.
Уэллс оставил смешанные чувства по поводу Макбета. В лекции 1953 года на фестивале Edinburgh Fringe Festival он сказал: «Моей целью при создании «Макбета» было не создание великого фильма — и это необычно, потому что я думаю, что каждый режиссер, даже когда он снимает чепуху, должен иметь как можно больше «Его цель — снять отличный фильм. Я думал, что снимаю то, что может быть хорошим фильмом, и что, если 23-дневный график съемок не сработает, это может побудить других кинематографистов работать над сложными темами с большей скоростью. К сожалению, ни один критик ни в одной части мира не решился похвалить меня за скорость.Они думали, что это скандал, что это должно занять всего 23 дня.Конечно, они были правы, но я не мог написать каждому из них и объяснить что никто не даст мне денег на дальнейшие дневные съемки... Однако я не стыжусь ограниченности картины».
Усеченная версия «Макбета» выпускалась до 1980 года, когда оригинальная неразрезанная версия с саундтреком с шотландским оттенком была восстановлена Архивом кино и телевидения Калифорнийского университета в Лос-Анджелесе и Шекспировской библиотекой Фолджера. На Rotten Tomatoes фильм имеет рейтинг одобрения 88% на основе 25 обзоров со средней оценкой 7,52/10. Консенсус критиков сайта гласит: «Этому запоминающемуся, эксцентричному Макбету могут помешать бюджетные ограничения, но Орсон Уэллс показывает себя как перед камерой, так и за ней».